# James Pinckney Pope

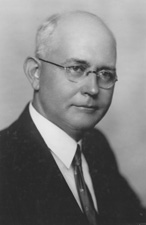
James Pinckney Pope (um 1935)

James Pinckney Pope (* 31. März 1884 bei Jonesboro, Jackson Parish, Louisiana; † 23. Januar 1966 in Alexandria, Virginia) war ein US-amerikanischer Politiker und US-Senator für den Bundesstaat Idaho zwischen 1933 und 1939.

## Werdegang
James Pope wurde auf einer Farm nahe Jonesboro geboren. Er besuchte die Gemeinschaftsschule. Anschließend graduierte er 1906 am Louisiana Polytechnic Institute in Ruston, Louisiana. Danach machte er 1909 seinen Bachelor of Laws an der rechtswissenschaftlichen Fakultät der University of Chicago in Chicago, Illinois. Im selben Jahr beantragte er eine Zulassung als Anwalt in Idaho, und als er sie erhalten hatte, eröffnete er eine Anwaltspraxis in Boise.
Später war Pope 1916 als stellvertretender Steuereinnehmer des US-Finanzamts tätig. Ferner war er zwischen 1916 und 1917 Staatsanwalt von Boise. Er stieg aber schnell auf und arbeitete dann zwischen 1918 und 1919 als stellvertretender Generalstaatsanwalt von Idaho.
Pope war zwischen 1924 und 1929 Mitglied des Bildungsausschusses von Boise. Ferner übte er zwischen 1929 und 1933 dort das Amt des Bürgermeisters aus. Er trat zurück, nachdem er als Senator für die Demokratische Partei in den Kongress gewählt worden war. Dort verblieb er vom 4. März 1933 bis zum 3. Januar 1939. Er kandidierte 1938 für eine Wiederwahl zum Senat, jedoch scheiterte er. Nach seinem Ausscheiden aus dem Senat ernannte ihn Präsident Franklin D. Roosevelt 1939 zum Direktor der Tennessee Valley Authority. Diese Tätigkeit übte er dann bis 1951 aus. Danach trat er einer Anwaltskanzlei in Knoxville, Tennessee, bei. Des Weiteren war er Mitglied des Aufsichtsrats der Federal Savings & Loan Association in Knoxville.
James Pinckney Pope zog 1963 nach Alexandria in Virginia, wo er bis zu seinem Tod am 23. Januar 1966 ansässig war. Er wurde auf dem Lynnhurst Cemetery in Knoxville beigesetzt.